# EBOH in het seizoen 1961/62
Het seizoen 1961/1962 was het achtste en laatste jaar in het bestaan van de Dordtse betaaldvoetbalclub EBOH. De club kwam uit in de Eerste divisie B en eindigde daarin op de 18e plaats, dit betekende rechtstreekse degradatie naar de Tweede divisie. Tevens deed de club mee aan het toernooi om de KNVB beker, hierin werd in de tweede ronde verloren van D.F.C. (0–3). Na het seizoen keerde EBOH echter de terug naar de amateurs, onder het bestuur en de leden werd na een stemming besloten om het profvoetbal op te geven.

## Wedstrijdstatistieken

### Eerste divisie B
|       | Be Quick | Elinkwijk | Enschedese Boys | Excelsior | Heerenveen | Heracles | Hermes DVS | Hilversum | HVC   | Limburgia | NOAD  | RBC   | SHS   | VSV   | Wageningen | Wilhelmina | ZFC   |
| ----- | -------- | --------- | --------------- | --------- | ---------- | -------- | ---------- | --------- | ----- | --------- | ----- | ----- | ----- | ----- | ---------- | ---------- | ----- |
| Thuis | 1 – 2    | 1 – 1     | 0 – 3           | 1 – 3     | 3 – 0      | 1 – 6    | 1 – 6      | 1 – 4     | 0 – 5 | 0 – 0     | 0 – 2 | 1 – 2 | 0 – 4 | 3 – 6 | 1 – 3      | 3 – 5      | 0 – 1 |
| Uit   | 4 – 0    | 8 – 2     | 4 – 1           | 2 – 0     | 5 – 1      | 8 – 0    | 3 – 1      | 3 – 0     | 3 – 1 | 5 – 1     | 9 – 2 | 5 – 0 | 3 – 0 | 1 – 1 | 6 – 0      | 5 – 1      | 4 – 1 |

### KNVB beker
| 2e ronde                                   | D.F.C.                                         | 3 – 0 (1 – 0) | EBOH |
| 31 maart 1962 Plaats: Dordrecht Krommedijk | Leen de Visser 25', 75' Hans de Vos 80' (pen.) |               |      |

## Statistieken EBOH 1961/1962

### Eindstand EBOH in de Nederlandse Eerste divisie B 1961 / 1962
| Stand | Gespeeld | Gewonnen | Gelijk | Verloren | Punten | Doelpunten voor | Doelpunten tegen |
| ----- | -------- | -------- | ------ | -------- | ------ | --------------- | ---------------- |
| 16e   | 34       | 1        | 3      | 30       | 5      | 29              | 131              |

### Topscorers
| #                 | Naam               | Goal |
| ----------------- | ------------------ | ---- |
| 1.                | Dick de Boeff      | 6    |
| 1.                | Henk Tak           | 6    |
| 1.                | Henk de Visser     | 6    |
| 4.                | Ooyen              | 3    |
| 5.                | Arie Hegemans      | 2    |
| 5.                | Jan Schoon         | 2    |
| 7.                | Aad van den Heuvel | 1    |
| 7.                | G. van Kooten      | 1    |
| 7.                | Joop Romijnse      | 1    |
| Onbekend doelpunt |                    |      |
| –                 | Onbekend           | 1    |
| Totaal            | Totaal             | 29   |

| #      | Naam        | Goal |
| ------ | ----------- | ---- |
| –      | Geen speler | 0    |
| Totaal | Totaal      | 0    |